# Éric Péan
Pour les articles homonymes, voir Péan.
Éric Péan, né le 10 septembre 1963 à Alençon, est un footballeur professionnel français.

## Biographie
Joueur prometteur au CSA Alençon, il est détecté à 15 ans par plusieurs clubs professionnels, et part finalement au centre de formation du Lille OSC. Défenseur central, spécialiste du poste de libéro, il fait ses débuts en équipe première le 28 mars 1981 contre l'OGC Nice, à 17 ans, et devient international français junior. Titulaire dès la saison suivante dans l'équipe lilloise, il a pour coéquipiers en défense Pierre Dréossi, Rudi Garcia ou encore Jean-Luc Buisine. Il joue ainsi plus de 230 matchs avec le club lillois. 
En 1987, libre de tout contrat, il est recruté par les Girondins de Bordeaux, champions de France en titre, sous la direction d'Aimé Jacquet. Pour sa première année l'équipe termine 2e du championnat. Il peine cependant à pleinement s'imposer et rejoint en 1989 le SM Caen, un jeune club ambitieux en quête d'expérience, où il remplace Jean-François Domergue. Écarté en fin de saison par Daniel Jeandupeux, il s'engage l'année suivante au Sporting Toulon. En 1992 il signe à l'Olympique lyonnais, où il encadre les jeunes Bruno N'Gotty et Rémi Garde, puis l'année suivante au SCO Angers, promu en D1, dont il ne peut empêcher la relégation. Il arrête là sa carrière professionnelle. De 1994 à 1996, il joue au Tours FC en National 2, quatrième échelon du football français. Il effectue son jubilé en 2006 à Lesquin, dans le Nord.
Eric Péan quitte ensuite le monde du football et se reconvertit dans le commerce. En 1997, il reprend une brasserie à Alençon, sa ville natale, qu'il a acquis pendant sa carrière. En 2005, il devient hôtelier à Gien, dans le Loiret. En 2013, il reprend un hôtel à Bayeux.

## Carrière
Éric Péan dispute dans sa carrière 391 matchs en Division 1, 6 matchs en Coupe des clubs champions européens et 3 matchs en Coupe de l'UEFA.
| Saison                | Club                  | Championnat           | Championnat | Championnat | Coupe(s) nationale(s) | Coupe(s) nationale(s) | Compétition(s) continentale(s) | Compétition(s) continentale(s) | Compétition(s) continentale(s) | Total | Total |
| Saison                | Club                  | Division              | M.          | B.          | M.                    | B.                    | Comp.                          | M.                             | B.                             | M.    | B.    |
| 1979-1980             | Lille OSC B           | D3                    | 3           | 0           | -                     | -                     | -                              | -                              | -                              | 3     | 0     |
| 1980-1981             | Lille OSC             | D1                    | 4           | 0           | 2                     | 0                     | -                              | -                              | -                              | 6     | 0     |
| 1981-1982             | Lille OSC             | D1                    | 34          | 1           | 1                     | 0                     | -                              | -                              | -                              | 35    | 1     |
| 1982-1983             | Lille OSC             | D1                    | 34          | 1           | 8                     | 1                     | -                              | -                              | -                              | 42    | 2     |
| 1983-1984             | Lille OSC             | D1                    | 27          | 2           | -                     | -                     | -                              | -                              | -                              | 27    | 2     |
| 1984-1985             | Lille OSC             | D1                    | 35          | 0           | 9                     | 0                     | -                              | -                              | -                              | 44    | 0     |
| 1985-1986             | Lille OSC             | D1                    | 33          | 0           | 2                     | 0                     | -                              | -                              | -                              | 35    | 0     |
| 1986-1987             | Lille OSC             | D1                    | 37          | 0           | 6                     | 0                     | -                              | -                              | -                              | 43    | 0     |
| 1987-1988             | Girondins de Bordeaux | D1                    | 26          | 0           | 1                     | 0                     | C1                             | 6                              | 0                              | 33    | 0     |
| 1988-1989             | Girondins de Bordeaux | D1                    | 28          | 0           | -                     | -                     | C3                             | 3                              | 0                              | 31    | 0     |
| 1989-1990             | SM Caen               | D1                    | 27          | 0           | 1                     | 0                     | -                              | -                              | -                              | 28    | 0     |
| 1990-1991             | SC Toulon             | D1                    | 33          | 0           | 3                     | 0                     | -                              | -                              | -                              | 36    | 0     |
| 1991-1992             | SC Toulon             | D1                    | 25          | 0           | 2                     | 0                     | -                              | -                              | -                              | 27    | 0     |
| 1992-1993             | Olympique lyonnais    | D1                    | 27          | 0           | 1                     | 0                     | -                              | -                              | -                              | 28    | 0     |
| 1993-1994             | SCO Angers            | D1                    | 21          | 0           | -                     | -                     | -                              | -                              | -                              | 21    | 0     |
| 1994-1995             | Tours FC              | D4                    | 19          | 1           | -                     | -                     | -                              | -                              | -                              | 19    | 1     |
| 1995-1996             | Tours FC              | D4                    | 16          | 0           | -                     | -                     | -                              | -                              | -                              | 16    | 0     |
| Total sur la carrière | Total sur la carrière | Total sur la carrière | 429         | 5           | 36                    | 1                     | -                              | 9                              | 0                              | 474   | 6     |

## Palmarès
- Vice-champion de France en 1988 avec les Girondins de Bordeaux